# Дегідратаційний шок
Дегідратаційний шок (англ. dehydratation shock, також відома як термінальна дегідратація англ. terminal dehydration) — патологічний стан, який розвивається внаслідок катастрофічного зменшення об'єму циркулюючої рідини через зростаючу втрату організмом води та певних іонів (дегідратація і демінералізація) унаслідок блювання та діареї. Цей вид шоку характеризується виразними змінами водно-електролітного балансу, кислотно-лужного стану, серцевої діяльності, судинного і м'язового тонусу, функції нирок, розвитком гіпоксії.
Дегідратаційний шок є різновидом гіповолемічного шоку і розвивається через значні зовнішні втрати рідини. Є варіантом термінальної дегідратації. Вона ще відбувається внаслідок повного припинення вживання води.

## Особливості гіповолемічного шоку в інфекційній патології
Гіповолемічний шок — патологічний стан, що розвивається за катастрофічного зменшення об'єму циркулюючої крові (ОЦК) в організмі. Втрата ОЦК може відбуватися внаслідок різних причин. Розрізняють гіповолемічний шок:
- унаслідок зовнішніх утрат рідини:
кровотеча (геморагічний шок);
дегідратація (втрати внаслідок блювання і діареї);
утрати через нирки (цукровий і нецукровий діабет, надмірне застосування сечогінних препаратів);
утрати через шкіру (опікова хвороба, ранова хвороба, гарячка, надмірне потовиділення);
- унаслідок секвестрації рідини всередині організму:
переломи (травматичний шок);
асцит (перитоніт, панкреатит, цироз печінки);
кишкова непрохідність;
поширені набряки;
гемоторакс;

- гемоперитонеум;
- сибірка, шкірна форма.

Деякі варіанти гіповолемічного шоку супроводжуються втратою не лише води й електролітів, але й формових елементів крові (кровотечі, гемоторакс, гемоперитоніум). Гіповолемія розвивається при досить великій кількості інфекційних захворювань. Але дефіцит ОЦК, що формується в подібній ситуації, рідко призводить до шокових порушень гемодинаміки і досить легко корелюється, в тому числі й звичайним прийомом рідини.
Гіповолемічний шок унаслідок крововтрати може ускладнювати перебіг черевного тифу і паратифів, деяких геморагічних гарячок (Ласса, Марбург, Ебола, жовтої). Але лікувальні заходи в цій ситуації давно визначені, поповнення ОЦК здійснюється компонентами крові. Однак в інфекційній патології найчастіше зустрічається і максимальне значення має варіант гіповолемічного шоку — дегідратаційний шок, що може розвинутися при багатьох інфекційних захворюваннях.
Гіповолемічний шок через ниркові втрати може ускладнити період поліурії гострої ниркової недостатності у випадках тяжкого лептоспірозу, геморагічної гарячки з нирковим синдромом і деяких інших інфекційних захворювань.
За тяжкого перебігу малярії, коли гіповолемія розвивається унаслідок як високої гарячки, так і профузного потовиділення може знадобитися її медикаментозна корекція. Проте лише в рідких випадках це ускладнення вимагає реанімаційно-інтенсивної терапії, тому що все-таки не доходить до стану справжнього шоку.
Досить рідко при інфекційних хворобах відбувається гіповолемічний шок унаслідок секвестрації рідини. Він може розвинутися на стадії декомпенсованого цирозу печінки як фіналу перебігу хронічних вірусних гепатитів, коли з'являється асцит. За тяжкого перебігу шкірної форми сибірки може спостерігатися гіповолемічний шок унаслідок розповсюдженого набряку.
Гіповолемія може мати значення в розвитку пізніх стадій й інших видів шоку, зокрема, інфекційно-токсичного, анафілактичного. Як важливий і нерідко провідний компонент при деяких захворюваннях, вона іноді може брати участь у формуванні змішаного шоку, як, наприклад, при поєднанні інфекційно-токсичного і дегідратаційного шоку в окремих випадках сальмонельозів.

## Короткі історичні відомості
Проблема дегідратації стояла перед людством здавна. Ще Гіппократ у V ст. до н. е. у своїх працях наводив приклади клінічних станів, що супроводжувалися зневоднюванням. Поява холерних пандемій в ХІХ столітті призвела до нового витка клінічної зацікавленості дегідратаціями. Т. Ліатта в 1832 році вперше застосував соляний розчин для лікування хворого на холеру. Австрійський патолог Карл фон Рокітанські в своїх працях у 40-і роки ХІХ ст. великого значення надавав «знекровлюванню» внаслідок згущення крові, визначаючи його пусковий механізм як «виснажливий ексудативний процес унаслідок поносу і блювання». Філіппо Пачіні у 50-і роки того ж століття повідомляв про першорядне значення порушення водного обміну при низці патологічних станів, у тому числі й інфекціях.
Класичні дослідження розладів водно-сольового обміну провів у 80-і роки ХІХ ст. в Лондоні Соломон Рінгер. Унаслідок них був створений розчин для корекції дегідратацій, що надовго став основним при лікуванні даних станів. Подальший розвиток цього напрямку у ХХ ст. відбувся завдяки працям Д. Гембла, який провів фундаментальні експериментальні дослідження порушень обміну рідини в дітей при різних патологічних станах. Роботи в середині ХХ ст. були продовжені Д. Дерроу, що запропонував схему лікування дегідратацій. Особливе значення для терапії дегідратаційного шоку мали фундаментальні праці Р. Філіппса у 40-60-і роки ХХ ст. Він показав, що випорожнення при кишкових інфекціях, особливо при холері є ізотонічними по відношенню до плазми крові; уперше визначив спектр електролітів, що втрачаються, і запропонував поповнювати їх втрати парентеральним уведенням збалансованих полііонних розчинів.

## Актуальність
Щорічно у світі близько 2 млрд людей хворіють на гострі кишкові інфекції. За статистичними підрахунками, понад 60 % цих інфекцій супроводжуються відчутними порушеннями водно-сольового обміну, а близько 15 % — розвитком на їх основі шокових реакцій. Особливо це відноситься до холери, ешерихіозів, сальмонельозів, ротавірусних уражень дітей, при яких дегідратаційний шок є провідною причиною смерті.
Діарейний синдром і блювання — характерні прояви кишкових інфекцій, тому найчастіше вимушені мати справу з дегідратаційним шоком як ускладненням перебігу захворювань з цієї групи інфекцій. Однак частота розвитку подібного ускладнення різна. Так, при холері, ентеротоксигенних ешерихіозах дегідратаційний шок зустрічається в 30-40 % випадків. Рідше цей вид шоку ускладнює перебіг сальмонельозів, шигельозу Зонне, харчових токсикоінфекцій, спричинених умовно-патогенними збудниками, в окремих спалахах досягаючи 3-7 %. Казуїстичним є дегідратаційний шок при кампілобактеріозі, кишковому єрсиніозі, псевдотуберкульозі, шигельозах, спричинених іншими видами шигел, вірусних ураженнях кишечника.
Великого значення в реалізації потенції розвитку дегідратаційного шоку набувають особливості самого хворого. Так, низькі можливості адаптаційних механізмів регуляції в немовлят призводять до того, що ротавіруси здатні спричинити в них у більшості випадків дегідратаційний шок, тоді як у дорослих подібне ускладнення рідкісне. Інволюційне зниження компенсаційних процесів призводить до того, що в осіб літнього і старечого віку швидше й в більшому відсотку випадків, ніж у молодих, розвивається дегідратаційний шок. Недосконалість регуляції водно-сольового обміну в дітей молодшого віку сприяє також швидкому і частому розвитку цього виду шоку. Чутливіші до втрат рідини гладкі люди, тому що їхній організм містить менше рідини. За інших рівних умов дегідратаційний шок швидше розвивається в жінок, тому що в них порівняно з чоловіками знижений уміст води в організмі.

## Патогенез

### Фізіологія і патофізіологія кислотно-основного балансу
Найважливішою умовою нормальної життєдіяльності організму є підтримка на належному рівні кислотно-основного балансу (рівноваги) — процес, що супроводжується безупинним утворенням і виділенням кислот. Рівновага біологічних систем макроорганізму безпосередньо пов'язана зі збереженням нормального pH крові та тканин і досягається активними фізико-хімічними процесами, спрямованими на збереження цієї константи. Зміни КОС пов'язані з найменшими зрушеннями у водно-електролітному обміні. Будь-яке ушкодження органу чи системи, що порушує транспорт водню, призводить до зміни рН. Підтримка нормальної концентрації іонів водню (Н+) має вирішальне значення для роботи ферментних систем клітини. За нормальної рН концентрація Н+ становить близько 40 нмоль/л. PН нижче 6,8 і вище 7,7 відповідає межам його нелетальних змін в організмі, при цьому концентрація Н+ змінюється від 20 до 160 нмоль/л. Підтримка сталості КОС досягається поєднаною роботою буферних систем, легенів, нирок.
Буферні системи — біологічні рідини організму, які підтримують рН на нормальному рівні. Будь-яка буферна система містить суміш слабкої кислоти і її солі, утвореної сильною основою (лугом). Проникнення в систему сильної кислоти призводить до реакції буферних систем, від чого утворюється слабка кислота. Проникнення в систему сильної основи призводить до утворення слабкої основи. Такі процеси регуляції зумовлюють відсутність змін рН або ж мінімальні зрушення показника. Серед буферних систем організму основне значення належить гідрокарбонатній (53 % буферної ємності). Крім неї є гемоглобінова (35 %), протеїнова (7 %) і фосфатна (5 %) системи. Реакції в буферних системах зумовлюють утворення діоксиду вуглецю (вуглекислого газу, СО2), надлишок якого виводять легені. У добу утворюється до 2х106/л діоксиду вуглецю і практично така ж кількість виділяється назовні при диханні. Унаслідок цього процеси утворення діоксиду вуглецю та його виведення легенями знаходяться в стабільній рівновазі.
Якщо рН крові зсувається в кислий бік, то розвивається ацидоз, якщо в лужний, то алкалоз. За механізмом виникнення розрізняють як ацидоз, так і алкалоз метаболічний і респіраторний (дихальний). В основі метаболічнких змін кислотно-основного балансу лежать зміни кількості лугу у позаклітинній рідині. При респіраторних порушеннях основне значення має рівень вмісту діоксиду вуглецю в організмі. Найчастіше внаслідок виникнення певного порушення кислотно-основного балансу поступово з'являються й інші види його розладу, тому часто виникають змішані порушення (зокрема, дихальний і метаболічний ацидоз). Змішаний характер порушень спричинює значні проблеми в діагностичному процесі.

### Фізіологія і патофізіологія водного балансу
Людський організм складається переважно з води. У немовлят її загальна кількість становить близько 80 % маси тіла. Зменшується об'єм води в літньому віці. Жіночий організм містить рідини менше, ніж чоловічий. У середньому в здорового чоловіка вода становить близько 60 %, а у здорової жінки — до 50 % маси тіла. У людей з надлишковою масою тіла міститься іноді до 42 % води, а в осіб зі зниженим харчуванням — до 75 %. У жировій тканині приблизно 30 % води, тоді як у знежиреній масі — 72-73 %. Цим пояснюється той факт, що гладкі люди тяжче переносять утрату води, ніж ті, в яких маса тіла нормальна або знижена.
Приблизно 2/3 водного середовища організму зосереджено в клітинах, що складає внутрішньоклітинний простір. Її третина припадає на позаклітинний простір, що у свою чергу розділяється на внутрішньосудинний, інтерстиційний і трансцелюлярний (міжклітинний) сектори. Внутрішньосудинний сектор — це плазма крові, що має постійний катіонно-аніонний склад і містить білки, що утримують рідину в судинному руслі. На нього припадає кількість води, рівна приблизно 4-5 % маси тіла. Інтерстиційний сектор — це середовище, у якій розташовані й активно функціюють клітини. Кількість цієї рідини становить близько 15 % маси тіла. Трансцелюлярний сектор — це рідина, що розташована в порожнинах організму, в тому числі й у травному тракті, вона становить 1-2 % маси тіла.
Водний баланс в організмі підтримується адекватним надходженням води відповідно до її втрат і регулюється різними механізмами, серед яких основне значення має гіпоталамо-гіпофізо-наднирковозалозний та ренальний. Система гіпоталамус-гіпофіз-надниркові залози реагує на зміни осмолярності плазми крові — вмикає механізм утворення антидіуретичного гормону й альдостерону, що зменшує або посилює діурез у залежності від ступеня збільшення чи зменшення осмолярності плазми. Велике значення має ренальний механізм регуляції, пов'язаний з безпосереднім утворенням сечі в нирках.
Регуляція водного балансу дуже складна, в основі її різноманітні процеси, тісно взаємозалежні з функціонуванням інших органів і систем, які швидко змінюються в залежності від мінливої дії чинників довкілля. Не всі компоненти цієї рівноваги до кінця вивчені. Добова потреба організму у воді залежить від численних чинників: маси тіла, віку, статі, температури довкілля, психоемоційного стану людини тощо, тому коливається в досить широких межах, найчастіше становить 1-3 літри на добу. Кількість води, що випивається, приблизно відповідає діурезу, а кількість води, яка утворюється ендогенно унаслідок переварювання їжі, приблизно дорівнює утратам унаслідок дихання і потовиділення. Нормальним показником невідчутних утрат води в дорослої людини з масою тіла 70 кг є 1 літр на добу.
Для розуміння механізмів розвитку дегідратаційного шоку важливе значення має уявлення про кишкову складову регуляції водного обміну. Кожної доби до травного тракту надходить приблизно 9 літрів рідини. З цієї кількості близько 2 літрів припадає на випиту рідину. Іншу кількість становить секрет слинних, шлункових, панкреатичних залоз і жовч, необхідні для забезпечення нормального травлення. Більша частина цієї рідини абсорбується у верхніх відділах кишечника. Приблизно 1 літр рідини, що містить неперетравлені рештки їжі та продукти розпаду клітин, проходить через ілеоцекальний клапан у товсту кишку. Після екстенсивного процесу травлення й абсорбції в тонкій кишці зберігається вкрай невелика поживна цінність цієї рідини. Основна функція товстої кишки полягає у формуванні з даної рідини щільних калових мас. Цю функцію в нормі забезпечують кілька процесів: абсорбція рідини й електролітів, перистальтичні скорочення (перемішування, віджимання вологи і проходження калових мас до прямої кишки) і, нарешті, дефекація.
У середніх широтах північної півкулі вміст рослинних волокон у вживаній їжі низький, тому середня добова маса калу становить менше 200 г, з яких 60-80 % припадає на воду. Таким чином, щодоби в товстій кишці в нормі абсорбується 80-90 % води, що надходить у неї, і 800 мг натрію. Абсорбція рідини відбувається пасивно, осмотично, в основному у висхідній і поперечній кишках, слідом за активним транспортом іонів натрію і хлору. В обмін на хлор відбувається секреція гідрокарбонату, що під дією кишкових бактерій перетворюється на діоксид вуглецю.

### Види діареї
Термін «діарея» зазвичай позначає часті та рідкі випорожнення. Ґрунтуючись на вищеописаних фізіологічних закономірностях, діарею для проживаючих у цих регіонах можна визначити, як виділення понад 200 г випорожнень на добу за низького вмісту рослинних волокон в уживаній їжі. Діарею можна класифікувати за типами механізмів, на яких вона базується:
- Секреторна, при якій відбувається найбільші втрати води й електролітів, зменшення абсорбції води й електролітів. Різні пускові чинники (токсини бактерій, гастрин, кальцитонін, простагландини, вазоактивний пептид кишечника тощо). Випорожнення світлі, водянисті, що складаються в основному з води й електролітів, в них немає нейтрофільних лейкоцитів. Основні причини: холера, ентеротоксигенні ешерихіози, синдром Золінгера-Елісона, медулярний рак щитоподібної залози, синдром «панкреатичної холери», отруєння блідою поганкою, ворсинчаста пухлина прямої кишки тощо.
- Ексудативна, при якій йдуть порушення абсорбції в товстій кишці, загибель клітин некротизованої слизової оболонки і вихід колоїдів. Випорожнення гнійні, в них обов'язково присутні нейтрофільні лейкоцити і кров (явна або прихована), різко підвищений вміст лактоферріну. Чинниками є шигельоз, дизентерієподібні ешерихіози, протозойні хвороби кишечника (амебіаз, балантидіаз тощо), деякі гельмінтози (трихоцефальоз, стронгілоїдоз), неспецифічний виразковий коліт.
- Осмотична, яка розвивається через накопичення неабсорбованих молекул у просвіті кишечника, що призводить до зниження абсорбції за рахунок збільшення осмотичного градієнту. Випорожнення світлі, рясні, не містять нейтрофільних лейкоцитів. Причини — вірусні гастроентерити, лямбліоз, цестодози, тяжкий перебіг аскаридозу, дефіцит лактази, панкреатична недостатність.
- Обумовлена анатомічними порушеннями через зменшення площі поверхні, на якій відбувається абсорбція. При цьому випорожнення мінливі. Причина — субтотальна колонектомія, шлунково-товстокишкова нориця.
- Обумовлена розладом рухової функції кишечника через зниження часу контакту рідини з поверхнею, де відбувається абсорбція. Випорожнення мінливі. Причина — гіпертиреоз, синдром подразненого кишечника.
- Змішана, у формуванні якої беруть участь декілька механізмів. Випорожнення мінливі. Основні причини — сальмонельоз, шигельоз Зонне, деякі ешерихіози, кишкова інфекція у хворих з анатомічними порушеннями тощо.

### Дегідратація та її види
У залежності від того, що відбувається — втрата рідини чи її надлишкове надходження, розрізняють стани дегідратації і гіпергідратації. Відповідно до плазми, що формується внаслідок цих процесів, осмолярності крові, дегідратація і гіпергідратація можуть бути:
- гіпертонічними,
- нормотонічними (ізотонічними),
- гіпотонічними.

Зазвичай, у клінічній практиці основного значення набуває дегідратація, тому що здоровий організм може без особливих проблем витримати збільшення об'єму позаклітинної рідини на 200 %, тоді як гостре зменшення цього об'єму понад 20 % призводить до смерті.
- гіпертонічна дегідратація розвивається внаслідок втрати гіпотонічної рідини при трахеобронхіті, пневмонії, гіпертермії, профузному потінні, гіпо- та ізостенурії при хронічній хвороба нирок, у стадії поліурії періоду реконвалесценції гострої ниркової недостатності, при надлишковому діурезі у хворих на цукровий і нецукровий діабет, призначенні високих доз осмотичних діуретиків. При цьому зменшується об'єм рідини внутрішньоклітинного простору, тому що у внутрішньосудинному секторі вода ще утримується за рахунок збільшення осмолярності плазми крові. Порушення кровообігу виникають лише за вкрай виразного зневоднення, при непритомному стані хворого внаслідок неможливості приймання рідини.
- ізотонічна (нормотична) дегідратація виникає внаслідок утрат рідини з тривалим блюванням, діареєю, через різні нориці з органів травного тракту; унаслідок непомірного лікування неосмотичними діуретиками, затримки рідини в кишечнику при його непрохідності, перитоніті; при рясній секреції з ранової чи опікової поверхні, за масивної крововтрати. Головним чином змінюється об'єм рідини позаклітинного простору, меншою мірою — об'єм внутрішньосудинного та інтерстиційного секторів. Однак осмолярність плазми крові не змінюється.
- гіпотонічна дегідратація (також соледефицітний ексикоз) розвивається при втратах солей у випадку нераціонального лікування ізотонічної дегідратації безсольовими розчинами (наприклад, 5 % розчином глюкози), особливо в осіб із хворобами серця, нирок, печінки, при рясному насиченні організму рідиною, а також після успішної реанімації при утопленні в прісній воді, при рясному промиванні шлунку звичайною питною водою, голодуванні. Внаслідок гіпотонії (гіпоосмолярності) плазми крові вода переходить з інтерстиційного сектора у клітини, наслідком чого є певна гіпергідратація клітин. Для цього стану властиве перевищення швидкості виведення води з організму над процесами відновлення водного балансу.

### Електролітні зрушення
Значення електрично заряджених часток (електролітів) для життєдіяльності організму величезне. Вони відіграють провідну роль у гомеостазі, створюють мембранні потенціали, беруть участь в обміні речовин і води, утилізації кисню, переносі та збереженні енергії, діяльності органів і клітин. Основне значення в патогенезі порушень електролітного обміну належить натрію, калію, хлору, кальцію, магнію.
- натрій — найважливіший катіон позаклітинного простору, що є основним чинником, який підтримує в ньому осмотичний тиск. Навіть незначний дефіцит натрію не нівелюється іншими катіонами, тому в такій ситуації негайно змінюється осмотичний тиск і об'єм позаклітинної рідини. Збільшення концентрації натрію в інтерстиціальному секторі призводить до виходу води з клітин, і навпаки, зменшення — до переміщення води в клітини. Нормальна концентрація натрію в плазмі крові становить 135—150 ммоль/л, зменшення її нижче 135 ммоль/л розцінюється як гіпонатріємія (тоді розвиваються втома, апатія, запаморочення, ортостатичний колапс, зниження систолічного артеріального тиску, ступор, судоми, кома, а збільшення понад 150 ммоль/л — як гіпернатріємія (тоді розвиваються спрага, гіпертермія, тахікардія, підвищення артеріального тиску, набряки, загальмованість, сплутана свідомість, кома).
- калій — основний катіон клітин. Велика частина його (98 %) знаходиться усередині клітин у неміцному сполученні з білками, вуглеводнями, креатиніном, фосфором і невелика кількість — у вигляді вільних іонів. За межами клітин калій знаходиться переважно в іонізованій формі. Йому належить провідна роль у поляризації клітинної мембрани, що є найважливішим чинником обміну клітини з довкіллям. Він також бере участь у білковому обміні, утилізації глікогену клітинами, процесах нервово-м'язового збудження і фосфорилювання. Велике його значення в конкордантній роботі серцево-судинної системи, травного тракту, нирок. Нормальна концентрація калію в плазмі крові становить 3,5-5,5 ммоль/л, концентрація нижча 3,5 ммоль/л розцінюється як гіпокаліємія (тоді відбувається астенізація, сонливість, адінамія, м'язова слабкість, тетанія, тенденція до апное, на ЕКГ зменшення зубця Т, подовження інтервалу Q-Т, тахікардія, екстрасистолія й інші порушення ритму, зупинка серця в систолі), а вища 5,5 ммоль/л — як гіперкаліємія (тоді відбувається підвищення тонусу скелетних м'язів, блювання, пронос, психотичні розлади, порушення чутливості, брадикардія, на ЕКГ високий і вузький зубець Т, депресія сегменту S-Т і зубця Р, розширення комплексу ORS з подовженням інтервалу Р-R, миготіння шлуночків і зупинка серця в діастолі).
- кальцій — катіон позаклітинного простору. Біологічна активність притаманна лише іонам кальцію. Вони впливають на збудливість нервово-м'язової системи, проникність мембран, згортання крові. У нормі концентрація кальцію в плазмі крові дорівнює 2,1-2,6 ммоль/л. Концентрація нижча 2,1 ммоль/л розцінюється як гіпокальціємія (тоді є підвищення нервово-м'язової збудливості, різка слабкість, запаморочення, тетанія, спазмофілія, на ЕКГ сплощення зубця Т, депресія сегменту S-T), вища 2,6 ммоль/л — як гіперкальціємія (тоді є зниження нервово-м'язової провідності, слабкість, загальмованість, на ЕКГ укорочення інтервалу Q-T, підвищення артеріального тиску, можливість різних серцевих порушень).
- магній також є клітинним катіоном. У клітині його концентрація значно вища, ніж поза нею. Він відіграє важливу роль у ферментних процесах — утилізації кисню, гліколізі, виділенні енергії. У нормі концентрація магнію в плазмі крові становить 0,8-1,2 ммоль/л. Гіпомагніємія — це концентрація магнію нижча 0,8 ммоль/л (тоді відбувається підвищення нервово-м'язової збудливості, судоми, страх, блювання, депресія, психотичні розлади, іноді ларинго- і бронхоспазм, зниження артеріального тиску), гіпермагніємія — концентрація вища 1,2 ммоль/л (тоді відбувається гіпотензія, сонливість, зниження сухожилкових рефлексів, пригнічення дихання, кома).
- хлор — основний аніон позаклітинного простору, бере участь у поляризації клітинних мембран, при цьому він перебуває в рівнозважених відносинах з натрієм. У нормі його концентрація в плазмі крові становить 100—106 ммоль/л. Відповідно гіпохлоремія — при концентрації його нижче 100 ммоль/л (тоді при невеликих утратах спостерігаються ті ж явища, як при дефіциті калію, а також симптоми алкалозу і дегідратації, при великих утратах можуть з'являтися судоми), а гіперхлоремія — при збільшенні понад 106 ммоль/л (проявляється зазвичай тими ж ознаками, що й надлишок натрію).

### Зрушення в кишечнику
Найтяжчі ураження розвиваються у випадках ізотонічної дегідратації, яка у свою чергу швидко наростає при секреторній або змішаній діареї. Тяжкі ступені подібного процесу і призводять до розвитку дегідратаційного шоку. Найяскравіше цей вид шоку проявляється при холері.
В ентероциті відбувається постійний біохімічний процес переходу аденозинтрифосфату (АТФ) в аденозинмонофосфат (АМФ), унаслідок чого клітина отримує енергію. Цей цикл має природні фази, які каталізуються ферментами. У першій фазі АТФ перетворюється в 3,5 циклічний аденозинмонофасфат (3,5 цАМФ), що каталізується аденілатциклазою, друга фаза — з недоокисленої форми утворюється АМФ, а каталізатор цього процесу — фосфодіестераза. У нормі цей процес збалансований і регулюється особливою сигнальною білковою системою клітини. Утворений в першій фазі реакції 3,5 цАМФ відразу перетворюється в АМФ.
При холері, холероподібних ешерихіозах основного значення набуває дія екзотоксину, що вбудовується в сигнальну систему клітини і змінює її роботу убік активізації утворення 3,5 цАМФ. Під впливом ентеротоксинів, властивих, наприклад, сальмонелам,
шигелі Зонне тощо, подібний патологічний процес запускається опосередковано, шляхом стимуляції вироблення простагландинів. Унаслідок цього розвивається менш бурхлива діарея, яка наростає поступовіше, ніж при холері. Крім того, збудникам, що мають переважно ентеротоксин, властиво ушкоджувати безпосередньо клітини кишечника, що знижує активність патологічного секреторного процесу. Холерному вібріону, деяким штамам патогенної кишкової палички не притаманні інвазивні властивості, тому клітини кишечника не гинуть. Особливу швидкість розвитку дегідратаційного шоку при холері і тяжкість його перебігу пояснюють ще й тим, що крім екзотоксину ендотоксин холерного вібріону спричинює судинорозширювальну дію на рівні судинного русла кишечнику, що збільшує можливості патологічної секреції. Дискутується також питання про можливість активації ендотоксином синтезу простагландинів, що посилює активність патологічного секреторного процесу, який запускає безпосередньо екзотоксин холероген.
Невідповідність ступеня порушення гемодинаміки кількості втраченої рідини при деяких кишкових інфекціях (зокрема, тяжкі форми шигельозу) може бути обумовлена утратою води внаслідок рясного випарування зі шкіри за рахунок гіпертермії за мінімального відновлення втрат на догоспітальному етапі. У низці випадків сальмонельозу спостерігається значне порушення гемодинаміки при відносно невеликих утратах рідини, що повинне сформувати підозру у відношенні можливості розвитку інфекційно-токсичного шоку, притаманного цьому захворюванню.
Поява при кишкових інфекціях (особливо при деяких харчових бактеріальних отруєннях) в окремих хворих значної артеріальної гіпотензії за відсутності адекватних утрат рідини пояснюється нейросудинним впливом токсинів. Тому подібна гіпотензія не повинна розглядатися у цій ситуації як прояв дегідратаційного шоку і вимагає іншої терапії.
Іноді дегідратаційний шок розвивається при осмотичній діареї, зокрема при ротавірусному гастроентериті у дітей. У цьому випадку внаслідок накопичення в просвіті кишок великих молекул нерозщеплених вуглеводнів зменшується абсорбція рідини і вона накопичується в просвіті кишечника за рахунок збільшення в ньому осмотичного тиску.
Отже внаслідок підвищеної активності аденілатциклази в кишковій клітині накопичується недоокислений продукт — 3,5 цАМФ, який спричинює патологічне скидання в кишечник із кровоносного русла ізотонічної рідини у вигляді води й електролітів. Якщо на початку процесу надлишкова рідина частково абсорбується в товстому кишечнику (калові маси ще зберігають при дефекації свою консистенцію), то надалі дуже швидко з'являється водяниста діарея. Швидкість її наростання і рясність обумовлені особливістю етіологічного чинника, а також супутньою патологією, віковими особливостями макроорганізму. Блювання посилює патологічний процес. Черговість його появи, рясність, частота, як і при діареї, обумовлені вищезгаданими чинниками.
Спочатку патологічна секреція компенсується — відбувається рефлекторна централізація кровообігу, тобто зменшується ємність судинної системи за рахунок звуження судин шкіри, кісток тощо, що зберігає адекватне кровопостачання життєво важливих органів (серця, мозку). Показники гемодинаміки зберігаються на достатньому для організму рівні, в деяких випадках навіть підвищується артеріальний тиск. Утрати рідини з внутрішньосудинного сектора заміщаються за рахунок інтерстиційного сектора. Зниження рівня натрію в крові, збільшення онкотичного тиску плазми крові за рахунок того, що з неї не втрачаються білки, призводить до надходження рідини з електролітами в просвіт кровоносної системи, що також компенсує гемодинаміку. Крім того, стимулюється вироблення антидіуретичного гормону (АДГ), що спричинює гальмування діурезу. У нирках реабсорбується калій, а потім і рідина в цілому. Посилено починають працювати буферні системи, надлишкова кількість утвореного діоксиду вуглецю виводиться легенями.
Продовження втрат рідини з внутрішньосудинного сектора через травний тракт призводить до того, що для їхнього поповнення об'єму рідини в інтерстиційному секторі стає недостатньо. З'являються порушення гемодинаміки, які спочатку проявляються у вертикальному положенні хворого, можлива минуща ортостатична гіпотензія. Однак надалі досить швидко невпинно знижується артеріальний тиск, що змушує хворого лягти в ліжко. Стійкі порушення гемодинаміки знаменують перехід від легкої дегідратації до розвитку уже відповідного виду шоку.
Недостатність кровообігу закономірно перебігає спільно з погіршенням кровопостачання органів і систем, порушенням виведення накопичених шлаків, появою, незважаючи на посилену витрату буферних систем, метаболічного ацидозу. При виразному блюванні у хворих старечого віку можуть переважати явища алкалозу. За рахунок наростання дефіциту ОЦК зменшується венозне повернення до серця, що збільшує порушення кровопостачання органів. Унаслідок дефіциту електролітів знижується скорочувальна здатність міокарда, наростають порушення в провідній системі серця, що в низці випадків уже на цьому етапі дегідратаційного шоку може спричинити зупинку серця, особливо в осіб з його супутніми хворобами (ішемічна хвороба серця, гостра ревматична гарячка, вади серця тощо).
Подальше наростання втрат рідини супроводжується прогресуванням патологічного процесу — появою неефективної для життя гемодинаміки, що обумовлює вихід з ладу потужної компенсаційної ниркової системи внаслідок гострої ниркової преренальної недостатності. Далі з'являється і ренальна недостатність через найсильніший спазм ниркових судин, різке зниження ниркового кровообігу, який спричинює некроз паренхіми органу. Наростає циркуляційна гіпоксія, що швидко призводить до гістотоксичної гіпоксії. Прогресує поліорганна недостатність. На пізній стадії шоку смерть настає внаслідок припинення серцевої діяльності через різкий дисбалансу і дефіцит окремих електролітів або гостру ниркову недостатність.

## Класифікація
Іноді виділяють:
- компенсований дегідратаційний шок (за відсутності змін гемодинаміки у спокої);
- субкомпенсований (при зниженні систолічного АТ до рівня фільтраційного для даного організму);
- декомпенсований (при зниженні систолічного АТ нижче рівня фільтраційного).

Однак дана класифікація не задовольняє клініцистів тим, що в основу її покладені порушення гемодинаміки, що можуть змінюватися не лише через дегідратацію і демінералізацію, але й під впливом інших чинників (вплив токсинів на судинну іннервацію, ураження серцевого м'яза тощо).
Згідно рекомендацій ВООЗ виділяють три ступені дегідратації:
- рання, що не має клінічних ознак;
- помірна;
- тяжка.

При помірній дегідратації у хворого є 2 або більше ознак з таких:
- достатньо п'є рідину через спрагу;
- присутня неспокійна поведінка або роздратування;
- шкірна складка розправляється менше, ніж за 2 секунди;
- відчуття м'якості при надавлюванні на очні яблука;
- язик є помірно сухим;
- діурез знижений;
- кінцівки холодні.

Для тяжкої дегідратації характерно більше 2 ознак з таких:
- погано або зовсім не п'є рідину;
- відмічається патологічна сонливість або сплутаність свідомості;
- шкірна складка розправляється більше, ніж за 2 секунди;
- глибоко запалі очі;
- язик геть сухий;
- відсутність сечовиділення (анурія);
- холодні, вологі й ціанотичні кінцівки;
- різка блідість шкіри тулуба;
- частий слабкий пульс разом з низьким артеріальним тиском (АТ).

Тяжка дегідратація відповідає поняттю дегідратаційний шок.

## Клінічні ознаки
Початкові прояви дегідратації та дегідратаційного шоку обумовлені особливостями того чи іншого етіологічного чинника. Надалі на перший план виступають клінічні ознаки, обумовлені тим чи іншим ступенем дегідратації та демінералізації.
Для гіпертонічного варіанту дегідратації характерні ознаки, обумовлені внутрішньоклітинним дефіцитом води. З'являються спрага, м'язова слабкість, апатія або сонливість, що змінюються сплутаністю свідомості, галюцинаціями, судомами, комою. Шкіра і слизові оболонки сухі, язик червоніє утруднюється ковтання через малу кількість слини, підвищується температура тіла. За високого рівня дегідратації з'являється олігурія, часто з високою відносною щільністю сечі. Артеріальний тиск у нормі і лише при тяжкій дегідратації він знижується, зменшується серцевий викид.
Клінічні прояви ізотонічного варіанту дегідратації визначають особливості втрат і розвиток швидко наростаючих порушень кровотворення. При легких ступенях розвивається схильність до ортостатичного колапсу в горизонтальному положенні. Артеріальний тиск ще в нормі. Надалі він прогресивно знижується, наростає тахікардія, з'являється олігурія, характерне зниження тонусу м'язів і тургору шкіри, при втратах електролітів — судоми. Формуються поздовжні складки на язиці.
Унаслідок розвитку гіпотонічного варіанту дегідратації знижуються ОЦК, систолічний викид, знижується артеріальний, наростає тахікардія. Симптоми багато в чому нагадують ознаки ізотонічної дегідратації, однак порушення прогресують швидше, часто втрата свідомості виникає на ранніх стадіях через швидкий розвиток набряку-набуханню мозку.
На початковому етапі розвитку дегідратаційного шоку порушення кровообігу мінімальні, у вертикальному положенні хворого можна знайти швидкоплинну артеріальну гіпотензію, з'являється невелика спрага. Якщо вплив шокогенних чинників триває, то розвиваються виразні порушення гемодинаміки — зниження артеріального тиску, тахікардія, аритмії і фібриляція шлуночків. Через виведення надлишкової кількості недоокислених продуктів легенями з'являється задишка. Компенсаторно знижується діурез — виникає олігурія. Спостерігаються блідість шкіри, похолодіння кінцівок, що пов'язано з компенсаторним спазмом периферійних судин. Надалі розвивається акроціаноз, що швидко змінюється значним ціанозом шкіри. З'являються судоми окремих, переважно периферійних скелетних м'язів, однак у міру посилення дегідратації та демінералізації їхня частота і поширення збільшуються. При прогресуванні шоку судоми стають генералізованими, супроводжуються виразним болем.
Судоми разом зі змінами тургору шкіри є характерними симптомами клінічного перебігу дегідратаційного шоку при гострих кишкових інфекціях. Вони свідчать про значне збідніння рідиною інтерстиційного сектора позаклітинної рідини. У міру прогресування процесу складки шкіри розправляються усе повільніше, а в тяжких випадках вони не розправляються взагалі. Руки хворого нагадують висушені кисті праль — шкіра біло-синюшна, суха, з великими складками. Разом з тим, у хворих старечого віку спостерігається природне зниження тургору шкіри, що може утруднювати клінічну діагностику.
У хворого загострені риси обличчя, очі западають в орбіти. Сухі слизові оболонки і язик створюють труднощі при вимові слів, голос стає хрипким, у тяжких випадках виникає афонія. Наростають анурія, ниркова недостатність. Дихання часте, поверхневе, неефективне. Проте набряку легенів, як правило, немає. Якщо він і розвивається, то це найчастіше внаслідок неадекватного за кількістю введених препаратів лікування. Досить часто до самої смерті зберігається свідомість, що є непрямою ознакою відсутності набряку-напухання мозку при дегідратаційному шоці. Разом з тим, у хворих із супутньою хронічною токсичною енцефалопатією (при алкоголізмі, наркоманії, хронічній нирковій недостатності, тяжкому цукровому діабеті, у літньому віці) нерідко спостерігаються порушення свідомості і навіть її відсутність.
Дегідратаційний шок може розвинутися як раптово, упродовж декількох годин (наприклад, при холері), так і за кілька діб від початку захворювання (наприклад, при сальмонельозах) на тлі діареї, особливо при ненаданні адекватної допомоги.

## Ускладнення
Навіть якщо внаслідок лікування гемодинаміку вдалося компенсувати, то іноді хворий може все-таки загинути через розвиток некрозу ниркової паренхіми і приєднання ниркової недостатності. Її виникненню сприяють пізно почате лікування або ж проведення неадекватної, неправильної терапії. Аритмії найчастіше виникають за наявності у хворого фонових уражень серця. Нерухомість пацієнта через необхідність проведення регідратаційної терапії сприяє розвитку гіпостатичної пневмонії, а іноді в тяжких хворих при блюванні можлива навіть аспірація вмісту шлунка з наступним розвитком гнилісно-некротичного процесу в легенях.

## Наслідки
Чим виразніша дегідратація, чим пізніше розпочата терапія, тим серйозніший прогноз. Можливість смерті визначається не лише глибиною і тривалістю шоку, але й етіологією основного захворювання, фоновою патологією, віком хворого тощо. Смерть пацієнтів частіше настає від зупинки серцевої діяльності. Частою причиною смерті може бути гостра ниркова недостатність або декомпенсація тяжких фонових захворювань серця, нирок, печінки. Залпова екстрасистолія може призвести до смерті хворого навіть у розпал дегідратаційного шоку.

## Діагностика

### Загальноклінічні дослідження
Зважаючи на те, що при дегідратації та дегідратаційному шоці закономірне згущення крові, в клінічному аналізі крові спостерігається збільшення кількості еритроцитів, гемоглобіну, лейкоцитоз. Особливо важливим є визначення гематокриту як показника зневоднювання. Його показники вищі норми свідчать про дегідратацію. Але при ізотонічній дегідратації внаслідок крововтрати гематокрит знижується. Рекомендується проводити дослідження відносної щільності плазми крові, яка менше піддається впливу супутніх захворювань. У нормі цей показник дорівнює 1024—1030. Вважається, що збільшення його на одиницю вище верхньої межі норми відповідає втраті приблизно 1 л рідини. Зміни у формулі крові диктуються етіологічним чинником, який спричинив дегідратаційний шок, а також залежать від фонових захворювань.
У клінічному аналізі сечі в міру прогресування ниркової недостатності спостерігаються протеїнурія невисокого ступеня, циліндрурія. При розвитку ренальної ниркової недостатності нерідко в осаді сечі можна виявити усі види циліндрів.
При біохімічному дослідженні крові особливого значення набуває визначення рівнів основних електролітів крові, дефіцит яких у плазмі є підтвердженням демінералізації і дегідратаційного шоку. Вкрай важливо контролювати рівень калію, тому що його дефіцит або надлишок (у випадку розвитку дегідратаційного шоку на тлі хронічної ниркової недостатності) загрожує появою серцевих порушень. Наявність «шокової» нирки диктує необхідність контролю креатиніну, залишкового азоту, сечовини крові. Зміни рівня білірубіну, активності аланін- і аспартатамінотрансферази не властиві цьому виду шоку. Зміни в коагулограмі і тромбоеластограмі убік підвищення згортання з'являються лише в термінальній стадії.
При визначенні кислотно-основного стану закономірно відзначаються ознаки ацидозу чи (значно рідше) алкалозу. У міру прогресування шоку ацидоз (чи алкалоз) стає декомпенсованим, часто з'являється й респіраторний ацидоз. ЕКГ відображає явища гіпокаліємії. На пізніх етапах унаслідок розвитку ГНН може іноді з'явитися гіперкаліємія, що також відбивається й на ЕКГ. Спеціальні дослідження необхідні для розшифровки етіології захворювання, при якому розвинувся дегідратаційний шок.

## Лікування

### Основи терапії видів дегідратації
Терапія при гіпертонічній дегідратації полягає в нормалізації осмолярності плазми крові шляхом інфузії 5 % розчину глюкози без додавання солей. Розраховувати об'єм рідини, що вводиться, необхідно за формулою:

Об'єм рідини, що вводиться, = (концентрація Na+ у плазмі − 142): 142 × маса тіла в кг × 0,2.
Лікування ізотонічної дегідратації диктується причиною — при крововтраті переливають кров, при опікових ураженнях — плазму крові й ізотонічні сольові розчини, в інших випадках — ізотонічні збалансовані сольові розчини з урахуванням необхідності корекції розладів КОС.
При лікуванні гіпотонічної дегідратації необхідно усунути дефіцит натрію. Кількість натрію, що вводиться, розраховують за формулою:

Загальний дефіцит Na+ = (142 − справжня концентрація Na+ плазми) × маса тіла в кг × 0,1. У залежності від порушень КОС його вводять у вигляді розчинів натрію хлориду (алкалоз) або у вигляді розчинів натрію гідрокарбонату (ацидоз).

### Загальні заходи і перестороги
Питання про початкові лікувальні заходи вирішується відповідно до причин, що призвели до розвитку дегідратаційного шоку. Так при сальмонельозах, харчових токсикоінфекціях, шигельозі Зонне ургентним заходом є видалення токсинів із травного тракту, частіше за допомогою ентеросорбентів.
При холері, деяких варіантах перебігу ешерихіозів, вірусних гастроентеритах пусковий механізм розвитку шоку інший, у зв'язку з чим видалення токсинів із травного тракту недоцільне. Тому основного значення набуває регідратаційна терапія, що при її правильному проведенні дозволить організму отримати час для того, щоб справитися з чинниками, що запустили шок, (холероген, екзотоксини кишкової палички, віруси тощо).
Якщо вирішити питання етіологічного чинника, який запустив каскад механізмів дегідратаційного шоку, не є можливим, то головним буде виведення із шоку стандартними методами, а потім проводити диференціацію.
Питання про необхідність призначення етіотропних препаратів при більшості кишкових інфекційних хвороб (окрім хіба що шигельозу) досить дискутабельне і потребує індивідуального вирішення про доцільність їхнього застосування в кожному випадку.
Відсутність виразних порушень з боку клітин при дегідратаційному шоці, відносна збереженість об'єму внутрішньоклітинного водного простору обумовлюють досить непогані перспективи лікування. Разом з тим, відсутність адекватної терапії на ранніх стадіях шоку, неадекватно проведене лікування, нерідко бурхливий розвиток цього виду шоку при деяких захворюваннях (холера), наявність тяжких супутніх хвороб роблять прогноз достатньо серйозним.
Госпіталізувати хворих з дегідратаційним шоком слід у найближчі до місця виявлення випадку відділення інтенсивної терапії, загальної чи інфекційної реанімації. Неприпустимо тривале транспортування в інфекційні стаціонари, що часто пояснюють начебто потребою суворої ізоляції інфекційного хворого. Хворі на кишкові інфекції можуть бути поміщені й у звичайні палати, тому що їхня заразність невелика, при цьому лише збільшуються вимоги до знезаражування їхніх виділень.
Першорядною метою лікування хворих з дегідратаційним шоком є негайне поповнення втрат рідини й електролітів, що виникли до госпіталізації в стаціонар (упродовж перших двох годин). Терапія дегідратаційного шоку проводиться виключно парентерально. У випадку повільного розвитку шоку можливе краплинне введення в периферійні вени, однак на пізніх етапах шоку, при бурхливому розвитку патологічного процесу необхідною умовою є струминне введення в катетеризовану центральну вену попередньо підігрітих до температури 36-38 °С збалансованих сольових розчинів. Швидкість уведення (від 80 до 120 мл/хв) встановлюється індивідуально в залежності від ступеня дегідратації. За тяжкого дегідратаційного шоку рекомендується також за перші 15 хвилин перелити струменем не менше 1,5 літри збалансованих сольових розчинів, за наступні 45 хвилин уже з меншою швидкістю — 3,5-4 л. За другу годину терапії — останню кількість, яка залишилася від необхідного (розрахованого за формулою) для повного відновлення втрат, що були до початку лікування. У міру поліпшення клінічних і лабораторних показників переходять на краплинне введення, необхідне для відновлення поточних утрат рідини. У кожному випадку доцільність цього методу, як і можливості скасування внутрішньовенного введення і переходу на оральный прийом регідратаційних розчинів і сумішей, після виведення з шоку вирішують суворо індивідуально з урахуванням усіх клінічних і лабораторних показників. Досить часто при ранньому припиненні внутрішньовенної терапії можливий рецидив шоку, тому доцільно ще певний час (від кількох годин до доби) не припиняти парентеральне введення, обмеживши лише об'єм розчинів, що вводяться.
Основним у лікуванні дегідратаційного шоку є парентеральна регідратація і ремінералізація інтерстиційного і внутрішньосудинного сектора позаклітинного водного простору організму. Оскільки втрати організму являють собою практично воду з розчиненими в ній іонами, то й сутністю лікування є поповнення цих витрат сольовими розчинами. Вимоги до цих розчинів наступні:
- повинні містити основні іони — натрій, хлор, калій, кальцій, магній у легко засвоюваній формі;
- повинні мати буферні властивості;
- осмолярність їх повинна бути такою, щоб він досить швидко буде потрапляв із судинного русла в міжклітинний простір;
- склад їх повинен бути збалансований за окремими електролітами;
- вода у розчині повинна бути апірогенною (тобто не спричинювати як ускладнення гарячку;
- потрібно введення виготовлених промисловим шляхом, а не тих, що готуються ex tempore (негайно біля хворого).

Не рекомендується використовувати при дегідратаційному шоці для первинної регідратації ізотонічний розчин натрію хлориду, розчин Рінгера-Локка, тому що вони не-, або малозбалансовані. Так, у 1 л розчину Рінгера-Локка міститься 9 г натрію хлориду і всього лише по 0,2 г калію хлориду і натрію гідрокарбонату, що робить такий розчин невідповідним для адекватного поповнення втрат організму при дегідратаційному шоці. У крайньому випадку, допускається введення комплексу розчинів (наприклад, ізотонічний розчин натрію хлориду + 3,5 % розчин калію хлориду + 5 % розчин натрію гідрокарбонату). Однак необхідність одночасного введення такої кількості розчинів у різні вени у випадку тяжкого шоку, розрахунок необхідної кількості цих розчинів за досить складними формулами, що важко виконувати в негайних ситуаціях, велика ймовірність побічних реакцій роблять такий підхід недоцільним.
У низці випадків виникає необхідність переливання дуже великої кількості сольових розчинів через продовження втрат рідини в стаціонарі з діареєю та блюванням, наприклад при холері. За матеріалами холерних госпіталів, окремим хворим були вимушені вливати 40-60 л сольових розчинів за добу. Звичайно, уведення такої кількості супроводжується побічними ефектами. Найчастіше виникає ознобоподібна реакція з виразним відчуттям холоду, зазвичай тоді, коли флакон з розчином був слабко підігрітий або встиг охолонути до введення. У жодному разі не можна припиняти вливання — у такій ситуації потрібно повільно ввести у внутрішньовенний катетер 5-10 мл 10 % розчину хлориду кальцію, що спричинює відчуття жару. Введення кальцію є ще й патогенетичним, особливо в тих випадках, коли розчини, які переливають, його не містять. Хворого також зігрівають — укривають додатковими ковдрами, обкладають грілками. Необхідний ретельний догляд за внутрішньовенним катетером, тому що введення такої кількості розчинів загрожує розвитком флебітів і нагноєнь.
Найважливішими для контролю адекватності проведеної регідратації та ремінералізації в стаціонарі є:
- суворий облік утрат рідини хворим (об'єм випорожнень і блювоти, виділюваної сечі),
- спостереження за частотою пульсу і дихання, динамікою артеріального тиску, швидкістю розправляння складки шкіри, рівнем зволоження слизової оболонки ротової порожнини, тонусом очних яблук.

Одним з основних клінічних показників, що свідчить про достатню ремінералізацію, є зменшення частоти і поширеності судом кістякових м'язів. Контролем ефективності терапії є показник центрального венозного тиску. Якщо на початковому етапі лікування тяжкого шоку його виміряти неможливо через життєвоважливу необхідність постійного уведення великої кількості розчинів, то після проведення стартової терапії абсолютно необхідним є його вимірювання. Підвищення цього показника до 7-10 см вод. ст. — свідчення адекватного проведення регідратації. Якщо ж воно підвищилося понад 12 см вод. ст., то це ознака слабкості правого шлуночка, що може бути наслідком нерозпізнаної раніше серцевої патології, і при подальшому швидкому введенні розчинів може призвести до набряку легенів. При продовженні терапії центральний венозний тиск слід досліджувати максимально часто.
Великого значення для оцінки адекватності терапії набуває контроль гематокриту, відносної щільності плазми крові. На підставі результатів досліджень плазми на електроліти вносять корективи в лікування, яке проводиться, хоча необхідно пам'ятати що це не є он-лайн дослідження, що з моменту взяття крові вже пройшов певний час і швидше за все концентрація електролітів уже змінилася. Ось чому важливим для контролю рівня калію є ЕКГ стосовно виявлення гіпо- чи гіперкаліємії.
Особливої щадності у проведенні подальшого лікування необхідно дотримувати при анурії на тлі значного збільшення креатиніну, сечовини, залишкового азоту крові. Це свідчить про розвиток на тлі дегідратаційного шоку гострої ниркової недостатності. Якщо після проведення відповідної терапії і навіть застосування сечогінних препаратів діурез відсутній, може стати питання про проведення екстракорпоральної детоксикації у вигляді гемодіалізу.
Помилкове введення з метою регідратації 5-10 % розчинів глюкози є однією з причин гіпонатріємії, осмотичної гіпотензії позаклітинного простору, зниження діурезу. Гіпоглікемія при дегідратаційному шоці не має вирішального значення, значних енергетичних утрат не спостерігається. Тому введення розчинів глюкози на етапі стартової терапії цього виду шоку виправдане лише у хворих із супутнім декомпенсованим інсулінзалежним цукровим діабетом за умови введення інсуліну. Однак і в цьому випадку кількість глюкози повинна бути лише життєво необхідною. Після виведення з шоку будь-якого хворого за наявності показань (повна відсутність апетиту — анорексія) можуть бути призначені розчини глюкози з метою корекції енергетичного обміну.
Цілком невиправданим є застосування для лікування дегідратаційного шоку різних об'ємозамісних розчинів. Похідні декстранів (реополіглюкін), високомолекулярних спиртів (реосорбілакт, сорбілакт, лактосил, глюксил, ксилат), желатину (желатиноль, гелоплазма), крохмалю (рефортан, волювен, гекотон), повідону (неогемодез) тощо певною мірою мають відшкодовувати втрати ОЦК і потенційно відновлювати гемодинаміку, проте при цьому вони залучають у судинне русло рідину зі збідненого на неї інтерстиційного сектора позаклітинного простору, що збільшує порушення кислотно-основного стану, посилює каскад порушень функцій клітин. Ще менше підходять такі високомолекулярні плазмозамісні засоби, як розчин альбуміну, суха і заморожена плазма. Вони різко збільшують і без того значно підвищений онкотичний тиск крові, що призводить до того, що в просвіт судинного русла буквально витікає вода з порожнього інтерстиційного сектора. На 1 г альбуміну виходить до 25 мл води.
Практиковане на догоспітальному етапі введення адреноміметиків (адреналіну і норадреналіну) з метою «підвищити тиск за будь-якої ціни» наразі визнано абсолютно неправильним. Вони спричинюють звуження периферійних судин (норадреналін більше) і за рахунок цього підвищення артеріального тиску. Однак при розвиненому дегідратаційному шоці це вже давно відбулося і спазм розвинувся в ниркових судинах. Тому введення адреноміметиків призведе до ще значнішого порушення ниркового кровообігу і, як правило, закінчується некрозом паренхіми нирок.
На ранніх етапах шоку з метою покращення гемодинаміки, що може дати необхідний запас часу для проведення регідратаційної терапії, можна використовувати дофамін (допамін). Він не збільшує частоту серцевих скорочень і навіть трохи розширює судини нирок, в той час як спазмує їх у шкірі та посмугованих м'язах, що призводить до втримання артеріального тиску на адекватному рівні.
Доцільність призначення серцевих глікозидів суперечлива. Основна їхня лікувальна потенція полягає в посиленні скорочувальної здатності міокарда. При дегідратаційному шоці міокард загалом не страждає, та й надалі порушення роботи серця пов'язані з дизелектролітними і гіпоксичними порушеннями за збереженої функціональної здатності кардіоміоцитів. За рахунок подовження діастоли серцеві глікозиди покращуюють приплив крові до правих відділів серця, однак за зниженого венозного повернення, що спостерігається при шоці, ця їхня властивість вирішального значення не має. Крім того, серцеві глікозиди, придатні для парентерального введення, виводяться через нирки, тому здатні швидко кумулюватися (накопичуватися) в організмі при явищах ниркової недостатності, що незмінно в тій чи іншій формі супроводжує перебіг дегідратаційного шоку. Кумуляція їх може призвести до появи аритмій, що й без того є супутниками цього виду шоку, а передозування — до розвитку брадикардії, що несприятливо у випадку зниження об'єму циркулюючої крові.
Глюкокортикостероїди раніше часто використовувались у лікуванні шоків. Їхній ефект пов'язують зі зміцненням мембран, підтримкою «гормональної» складової гемодинаміки. Однак при дегідратаційному шоці зміцнення мембран ентероцитів неможливе, тому що ці клітини мало чутливі до цього класу препаратів. Механізм підвищення їхньої проникності найчастіше пов'язаний не з запаленням, а з порушенням роботи ферментних систем усередині клітини. Крім того, парентеральне введення, лише й можливе при шоці, не дозволяє доставити необхідні концентрації препаратів у клітини кишечника. На відміну від інших видів шоку зниження артеріального тиску при дегідратаційному шоці обумовлене не порушеннями «гормональної» складової, а справжнім зменшенням об'єму циркулюючої крові, тому призначення глюкокортикостероїдів у даній ситуації суперечливе. Уведення їх може бути рекомендовано тільки за підозри на розвиток некрозу нирок з метою стабілізації мембран ниркових клітин, а також при досить рідкому розвитку гострої наднирникозалозної недостатності.
Немає необхідності в призначенні протисудомних засобів — при дегідратаційному шоці судоми пов'язані з диселектролітними і дисметаболічними порушеннями, а не з первинною судомною активністю у головному мозку. Крім того, деякі протисудомні препарати взагалі протипоказані при гіповолемії.

### Парентеральна регідратація і ремінералізація
Перший етап — компенсація того водно-електролітного дефіциту, що мав місце на момент початку лікування. Проводять парентерально, шляхом внутрішньовенної (в/в) інфузії з урахуванням маси тіла хворого, показників пульсу, АТ, гематокриту, відносної густини плазми крові, кислотно-основного стану, центрального венозного тиску, об'єму циркулюючої плазми, вмісту калію, натрію, хлору. Первинну регідратацію і ремінералізацію слід провести за 2-4 години з швидкістю внутрішньовенного введення розчинів 50-100 мл/кг/год. Адекватність введення контролюють, оцінюючи ступінь покращення показників гемодинаміки (пульс, АТ, ЦВТ).
Наразі використовують збалансовані сольові розчини: «Трисоль», «Дисоль», «Ацесоль», «Рінгера лактат», «Хартмана», «Дарроу», «Йоностерил» тощо. Тільки за наявності критичної гіпоглікемії дорослим допустиме внутрішньовенне введення певної кількості розчину глюкози.
Критерії успішного закінчення першого етапу парентеральної регідратації: Клінічні:
- потепління шкіри, відновлення її натурального забарвлення;
- зниження тахікардії й поліпшення властивостей пульсу;
- нормалізація АТ з деяким збільшенням пульсового АТ;
- формування діурезу до 40 мл/год.

Лабораторні:
- нормалізація ОЦП (норма 60-75 мл/кг маси тіла);
- нормалізація ЦВТ (норма 80-100 мм водного стовпа);
- відновлення нормальних значень відносної густини плазми (норма 1,023-1,025).

На другому етапі слід компенсувати втрати води й іонів, що продовжуються в стаціонарі. Корекцію втрат рідини проводять з урахуванням показників гомеостазу, ваги випорожнень й блювоти. У разі необхідності продовження парентерального відшкодування вищеназвані розчини вводять з середньою швидкістю 20-40 мл/кг/год, змінюючи швидкість введення відповідно до обсягу втрат рідини організмом хворого, які вимірюються кожні 2-3 години.
Критерії закінчення другого етапу:
- повне відновлення сечовиділення, при тому, що діурез має перевищувати обсяг випорожнень;
- поява калових випорожнень;
- припинення блювання.

При досягненні цього хворий переводиться на пероральну регідратацію. Обсяг рідини, що він має випити, в 1,5 рази більший, ніж обсяг діареї та діурезу.

## Профілактика
Слід проводити заходи щодо попередження інфекційних хвороб, які можуть призводити до розвитку дегідратаційного шоку. Лікарі першої ланки допомоги мають пам'ятати, що частота розвитку цього шоку пов'язана з віком, статтю, конституцією, наявністю тяжких супутніх захворювань. Тому при перших проявах кишкових інфекцій необхідно терміново госпіталізувати до стаціонару дітей і літніх, осіб з перевищенням ваги, пацієнтів із захворюваннями серця, печінки, нирок, в яких прогнозується розвиток цього ускладнення, і обов'язково проводити початкову регідратацію на догоспітальному етапі.

## Термінальна дегідратація як поняття
Термінальна дегідратація — зневоднення, яке зрештою призводить до смерті. Деякі науковці розрізняють «термінальну дегідратацію» і «припинення вживання рідини до смерті». Останнє часто розглядається як доведення до смерті чи самогубство.
На відміну від дегідратаційного шоку люди, що не п'ють рідини, не втрачають багато іонів, через що в них немає виразних судом м'язів, часто при термінальному стані є легка ейфорія, втрачається свідомість. Для корекції втрат на стадії термінальної дегідратації їм, як правило, не достатньо перорального прийому води і необхідна внутрішньовенна регідратація без значного введення іонів.